# Thomas Meunier (volley-ball)
Pour les articles homonymes, voir Thomas Meunier (homonymie) et Meunier.
Thomas Meunier est un joueur français de volley-ball né le 16 janvier 1994. Gaucher, il mesure 1,90 m et joue réceptionneur-attaquant.

## Clubs
| Club                                          | Pays   | De        | À         |
| --------------------------------------------- | ------ | --------- | --------- |
| Volley Club Hyères-Pierrefeu                  | France | 2006-2007 | 2007-2008 |
| Entente Toulon Six-Fours La Seyne Volley-Ball | France | 2008-2009 | 2009-2010 |
| Municipal olympique Mougins Volley-ball       | France | 2010-2011 | 2011-2012 |
| Nice Volley-Ball                              | France | 2012-2013 | 2015-2016 |